# Hopârta
Hopârta oder, alte Schreibweise, Hopîrta [ˈhopɨrta]  (veraltet Hăpîrta; deutsch Meerport, ungarisch Háporton) ist eine rumänische Gemeinde im Kreis Alba in der Region Siebenbürgen.

## Lage

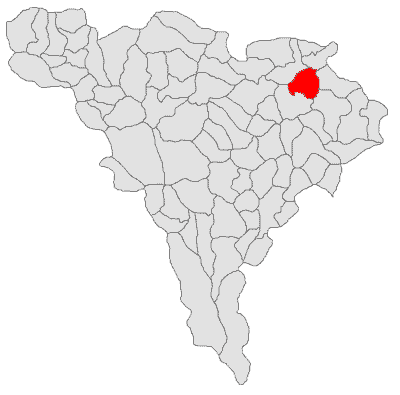
Lage der Gemeinde Hopârta im Kreis Alba

Der Ort Hopârta befindet sich im Nordosten des Kreises Alba, am gleichnamigen Fluss Hopârta – einem Zufluss des Mureș – und der Kreisstraße (Drum județean) DJ 107E. Mit den vier eingemeindeten Dörfern, die 2 bis 6 Kilometer entfernt vom Dorf Hopârta liegen, dehnt sich die Gemeinde auf einer Fläche von 6148 Hektar im Westen des Siebenbürgischen Beckens aus. Bis zur nächsten größeren Stadt Aiud (Straßburg am Mieresch) sind es 16 Kilometer; die Kreishauptstadt Alba Iulia (Karlsburg) liegt etwa 43 Kilometer südwestlich entfernt. Hopârta befindet sich 9,5 Kilometer (Luftlinie) östlich (links) des Flusses Mureș (Mieresch).

## Geschichte
Diverse archäologische Funde – angefangen aus der Jungsteinzeit – zeigen, dass das Gebiet schon lange besiedelt war; weitere Funde stammen aus der römischen Zeit. Der Ort wurde erstmals 1332, als der Priester des Ortes den ersten Teil des päpstlichen Zehnten für das laufende Jahr ablieferte, unter der Bezeichnung sacerdos de Hupurtun urkundlich erwähnt. 1854 ist die später offizielle ungarische Bezeichnung Háporton bezeugt.
Im Mittelalter war der Ort im Besitz des Weißenburger Domkapitels, später eine freie sächsische Stuhlgemeinde.

## Bevölkerung
Die Bevölkerung der Gemeinde entwickelte sich wie folgt:
| 1850 | 2.541 | 2.447 | 42  | -  | 52  |
| 1900 | 3.205 | 2.953 | 184 | 11 | 57  |
| 1956 | 3.564 | 3.480 | 42  | 1  | 41  |
| 1992 | 1.558 | 1.471 | 14  | -  | 73  |
| 2002 | 1.372 | 1.212 | 8   | 1  | 151 |
| 2021 | 1.128 | 1.018 | 8   | -  | 102 |

Die Einwohnerzahl auf dem Gebiet der heutigen Gemeinde nahm seit dem Höhepunkt 1956 deutlich ab. Die höchste Einwohnerzahl der deutschen Bevölkerung (21, davon 16 in Hopârta selbst) wurde 1880, der Ungarn 1900 und der Roma (151) 2002 registriert. Das Dorf Vama Seacă (Szárazvámtanya) ist erst seit 1956 als eigenständige administrative Einheit erfasst.

## Sehenswürdigkeiten
- Die Rumänisch-Orthodoxe Kirche Sf. Gheorghe[6]
- Im eingemeindeten Dorf Șpălnaca (Buchhof), die Holzkirchen Sf. Arhangheli (Baubeginn im 18./ und beendet im 20. Jahrhundert) und Sf. Gheorghe (Im 18. Jahrhundert errichtet, 1865 renoviert) stehen unter Denkmalschutz.[9]
- Die Holzkirche Sfinții Arhangheli Mihail și Gavriil im eingemeindeten Dorf Turdaș (Thorendorf), 1770 errichtet und 1826 erweitert, steht unter Denkmalschutz.[9]